# 卡夫拉金字塔
卡夫拉金字塔（阿拉伯语：هرم خفرع），也称齐夫林金字塔，是埃及的一座金字塔，也是埃及第2大的金字塔，僅次於。卡夫拉金字塔，在西元前2570年動工建造，也是埃及第四王朝法老卡夫拉的陵墓。卡夫拉金字塔與附近2座金字塔相異的是，在金字塔頂端，仍然保留著部分的石灰岩外殼，這些貼皮至今尚未脫落。

## 歷史
卡夫拉金字塔可能曾在第一中間期遭到盜墓者入侵過。在第18王朝時，金字塔的外部因為法老拉美西斯二世建設神廟計畫而遭受到破壞。近代首次對金字塔進行探險是由義大利探險家乔瓦尼·巴蒂斯塔·贝尔佐尼在1818年3月2日所進行，而首次完整的探險則是英國探險家約翰·佩林（John Perring）在1837年時所完成的。

## 建築
卡夫拉金字塔的底邊長215.17公尺，距離一個完美的四邊型最多只有1%差距。四個面幾乎直接對準東西南北各個方向，最多只有5' 26"的偏差。金字塔的坡度為53°10'或52°02'，原本的高度是143.87公尺，外部並且覆蓋著石灰石，雖然現在只剩下尖端45公尺以上才殘留著石灰石。卡夫拉金字塔座落的基台比胡夫王金字塔要高10公尺，所以看起來可能會比胡夫王金字塔要高。金字塔底部的岩石相當巨大，不過隨著高度增加而縮小，頂端的石塊只剩下50公分寬。

## 金字塔內部

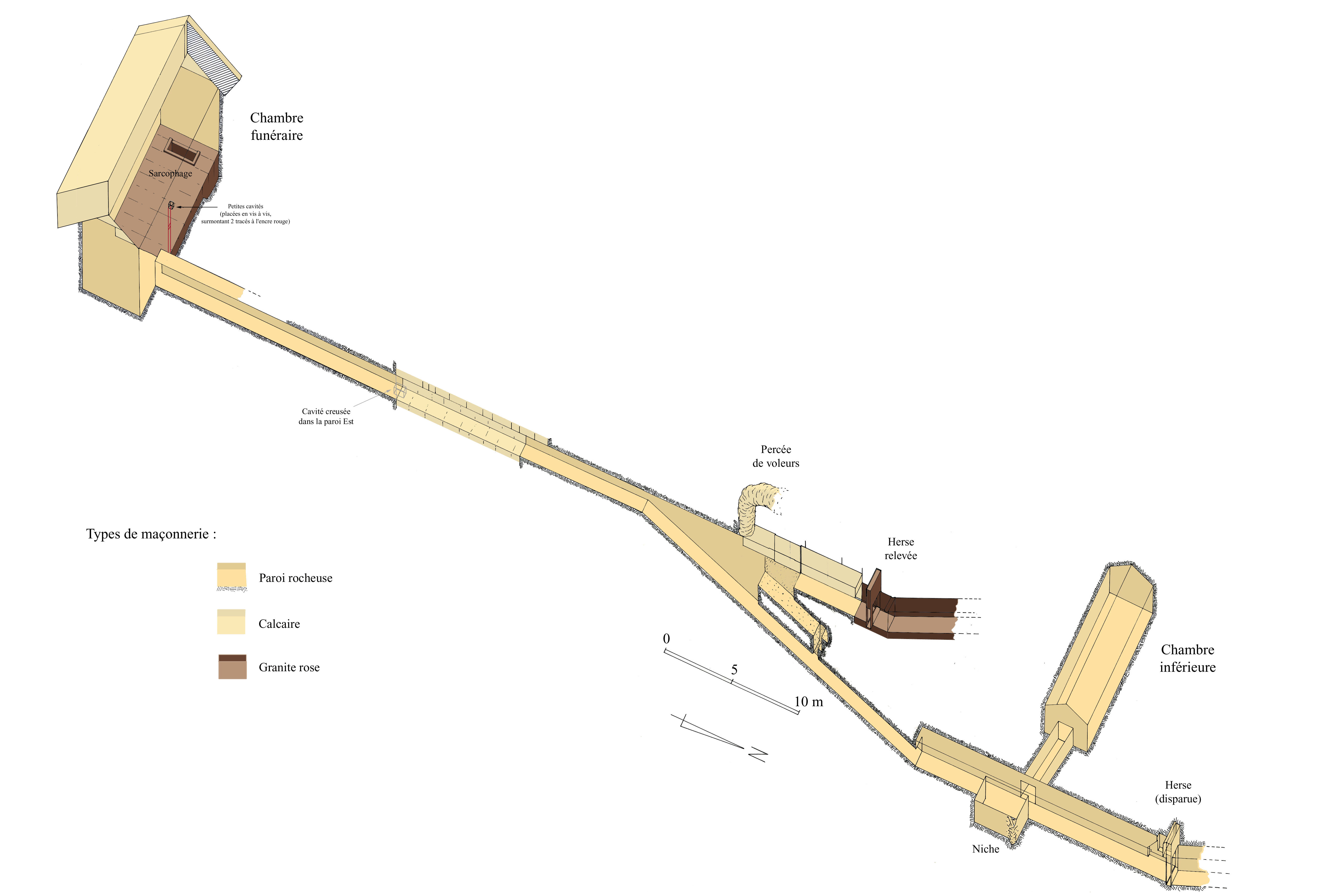
卡夫拉金字塔的內部結構

卡夫拉金字塔擁有2個通往法老墓室的入口，其中一個位於距離地面11.54公尺的側面，另一個則位於金字塔的底部。這些通道並沒有對齊金字塔的中軸線，而是往東邊偏移約12公尺。
考古學家對於為何卡夫拉金字塔擁有2個入口曾經提出1個理論：法老曾試圖將卡夫拉金字塔的北面往北移動30公尺，並藉此讓擴大金字塔的體積，入口也因此受到影響。而另一種看法則是：卡夫拉金字塔就像許多早期的金字塔一樣，因為建造計畫的改變而造成入口改變路徑。
金字塔內部有另一個替代性質的墓室，入口面對西側的走道，目前對於這個墓室的用途尚未明朗，它可能是用來儲存補給或是石製的墓葬設備。
墓室的天花板呈三角型，並且是用花崗岩打造的。墓室為矩形，長寬各為14.15公尺（46.4英尺）與5公尺（16英尺），並且朝向東西方。部份的石棺陷在地板以下，而且是由花崗岩所打造。

## 金字塔周邊建築

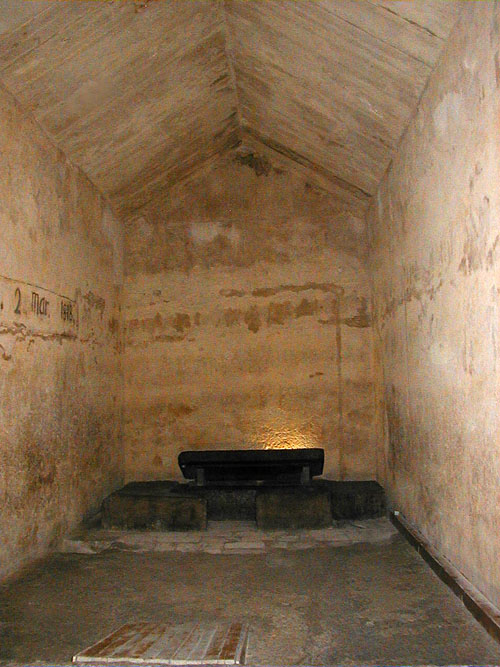
卡夫拉的墓室

金字塔底部圍繞著寬10公尺的平台，上面不規則的覆蓋著石灰岩石版。雖然卡夫拉金字塔的中軸往南延伸是一座衛星金字塔，不過現在只剩下一些金字塔中心的石塊與底部的輪廓遺留下來。
卡夫拉金字塔的東部是一座御廟（葬祭廟），它比先前的任何一座御廟都要大，也是第一座保括5個結構的御廟：入口大廳、立柱組成的露天庭院、供物庫、5個長方形神座和一個奉祀廳。卡夫拉王的御廟擁有超過52個卡夫拉王的雕像，不過已經被移走，可能是拉美西斯二世所下令的。這座御廟由巨大的岩石所組成，其中最大的估計有400公噸重，雖然現在大都已經毀壞了。
御廟與更東邊的河岸神殿之間有一條長494.6公尺的堤道，它與御廟非常類似，也是由大岩石所構成的。外部的岩石有些可能重達100公噸以上。河岸神殿內部的地板擁有可以固定23座卡夫拉王雕像的凹槽，不過這些雕像都已被掠奪一空。

## 延伸閱讀
- Verner, Miroslav, The Pyramids – Their Archaeology and History, Atlantic Books, 2001, ISBN 1-84354-171-8
- Lehner, Mark, The Complete Pyramids – Solving the Ancient Mysteries, Thames & Hudson, 1997, ISBN 0-500-05084-8

## 外部連結
- NOVA Online - Pyramids - Khafre's Inside Story （页面存档备份，存于）
- Satellite images of Khafre's Pyramid（页面存档备份，存于） - at WikiMapia = Google maps + wiki